# Idioma acadio
El acadio (lišānum akkadītum, 𒀝𒂵𒌈 ak.kADû) es una lengua semítica actualmente extinta, hablada en la antigua Mesopotamia principalmente por asirios y babilonios durante el II milenio a. C. En su tiempo llegó a ser lingua franca de toda la región. Se escribe usando un sistema de escritura cuneiforme derivado del sumerio. El nombre procede de la ciudad de Acad. El babilonio y el asirio son formas tardías de acadio empleadas en los reinos de Babilonia y Asiria, respectivamente.
El acadio llega a Mesopotamia desde el norte con los pueblos semíticos. Los primeros nombres propios acadios recogidos en textos sumerios se remontan al 2800 a. C., lo que indica que, al menos en esa época, gente de habla acadia se había instalado en Mesopotamia. Las primeras tablillas escritas enteramente en acadio usando el sistema cuneiforme datan de 2400 a. C. pero no hay un uso importante del acadio en la escritura antes del 2300 a. C. Es entonces, al formarse el Imperio acadio con Sargón I, que crece la importancia de la lengua y su uso en documentos escritos hasta llegar a convertirse en la lengua dominante en Mesopotamia por espacio de 1000 años. Con esto el acadio relega el empleo del sumerio a textos legales o religiosos.
Los faraones egipcios y los reyes hititas utilizaron el acadio para comunicarse entre sí. Los funcionarios de Egipto escribían en este idioma en sus relaciones con sus vasallos en Siria y la mayoría de las cartas halladas en el-Amarna están escritas en acadio.

## Aspectos históricos, sociales y culturales

### Escritura
El acadio antiguo está presente en tablillas de barro desde aproximadamente el 2600 a. C. Se escribe con la escritura cuneiforme tomada de los sumerios. Sin embargo, a diferencia del sumerio, con el acadio la escritura evoluciona hasta un sistema silábico completo. Los logogramas pasan a ocupar un papel secundario y se siguen empleando sobre todo para palabras muy comunes, como «Dios», «templo» y otras semejantes. Es así como el símbolo AN se usa tanto para el logograma de «Dios» como para el Dios An y para el símbolo silábico -an-. El símbolo también se utiliza como determinativo para los nombres de dioses.
El ejemplo 4 en la imagen inferior muestra otra particularidad del sistema de escritura cuneiforme acadio: muchos símbolos silábicos carecen de un valor fonético claro. Algunos, como AḪ, no diferencian la vocal. Tampoco hay una referencia clara en el otro sentido, de un sonido dado a un símbolo específico. Así, la sílaba -ša- puede representarse tanto con el símbolo ŠA como con el símbolo NÍĜ. Esto ocurre incluso en el mismo texto de manera intermitente.

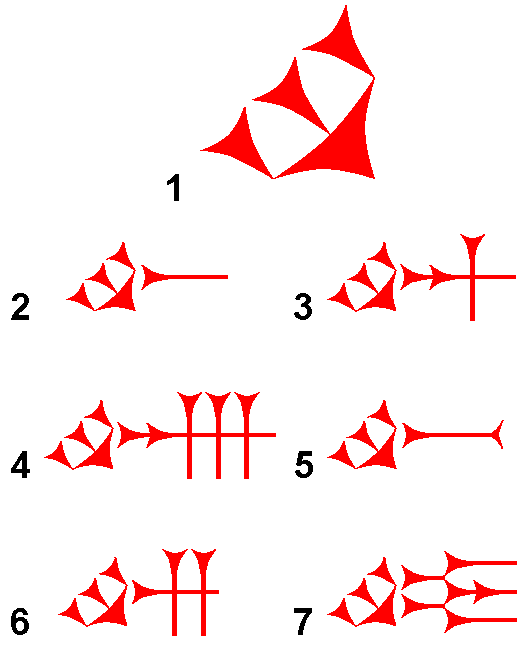
Cuneiforme (forma neoasiria)
(1 = Signo lexical (SL) "mezclar"/signo silábico (SS) ḫi,
2 = SL "Pozo",
3 = SS aʾ,
4 = SS aḫ, eḫ, iḫ, uḫ,
5 = SS kam,
6 = SS im,
7 = SS bir).

### Desarrollo del idioma
El acadio antiguo se usa hasta el final del III milenio a. C., cuando es reemplazado por el babilonio y el asirio. Ya en el siglo XXI a. C. estos dos dialectos principales se han hecho claramente diferenciables. El babilonio antiguo, como el idioma mariota, muy próximo a él, es mucho más innovador que el asirio antiguo, que es más arcaizante, y que el eblaíta, del que está más alejado desde el punto de vista lingüístico y geográfico. Por ejemplo, en el babilonio antiguo se encuentra por primera vez la forma lu-prus (yo quiero escoger) en vez de la más antigua la-prus. Aun así, el asirio también introduce innovaciones, como la llamada armonía vocal asiria, una armonía vocálica diferente al sistema del turco o del finés. El eblaíta es muy arcaizante. Este conoce un dual productivo, así como pronombres relativos diferenciados por caso, número y género. Ambos elementos ya habían desaparecido en el acadio antiguo.

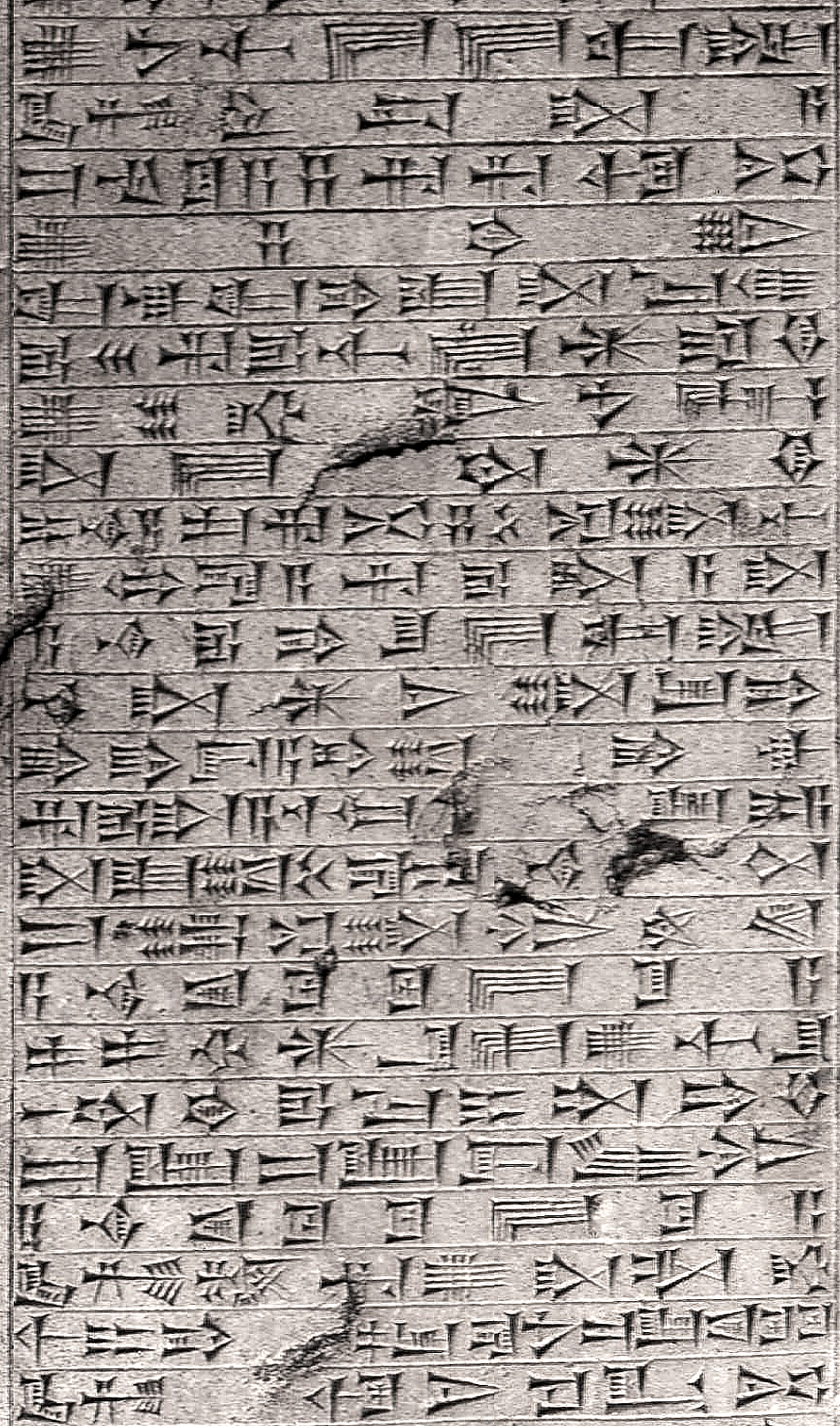
Escritura acadia.

El babilonio antiguo es el idioma del rey Hamurabi, quien crea el Código de Hamurabi, uno de los textos legales más antiguos. A partir del siglo XV a. C. se habla del babilonio medio. La división se produce con la irrupción de los casitas, que conquistan Babilonia hacia 1550 a. C. y gobiernan allí por unos 300 años. Estos toman el idioma acadio para su uso sin influir mucho con su idioma de origen. Durante su edad de oro, el babilonio medio es considerado como el idioma escrito de la diplomacia en todo el antiguo Oriente, incluso en Egipto. En este tiempo se producen también numerosos préstamos de los idiomas semitas del Noroeste y del hurrita, aunque estos se usaban ante todo en las regiones limítrofes de la región de habla acadia.
Tras el fin del reino mesopotámico con la conquista de la región por los persas, el acadio, que solo existía en forma del babilonio tardío, se ve reemplazado como idioma del pueblo, aunque sigue siendo usado como idioma escrito. Aun después de la invasión de los griegos con Alejandro Magno en el siglo IV a. C., el acadio se mantiene como lengua oficial de la región. Hay muchos indicios de que el acadio ya no es idioma hablado en ese momento o que a lo sumo es empleado por pocas personas. Los textos más recientes en acadio se remontan al siglo III.

### Dialectología y variantes
La asiriología divide la lengua acadia en varias formas según su origen y época en que se emplearon:
- Paleoacadio: se habla y escribe hasta la caída de la III dinastía de Ur en Mesopotamia, las regiones al este del Tigris, entre Susa y Gasur, y en el Éufrates medio (Mari). 2500–1950 a. C.
- Paleoasirio: dialecto del acadio procedente de la misma rama que el paleoacadio, hablado en la vertiente más septentrional del Tigris, hacia los montes Zagros. 1950–1750 a. C.
- Paleobabilonio: dialecto más tardío que el paleoasirio, cuyos hablantes descendieron por la zona del Éufrates hasta Babilonia, sustituyendo al paleoacadio en la zona y convirtiéndose en la lengua literaria de la tradición mesopotámica prácticamente sin modificaciones hasta la desaparición de la escritura cuneiforme, tanto en Babilonia como en Asiria. En este dialecto está escrito el Código de Hammurabi. 1950-1530 a. C.
- Asirio medio: desde 1500 hasta 1000 a. C.
- Babilonio medio: desde 1530 hasta 1000 a. C.
- Neoasirio y neobabilonio: desde 1000 hasta 600 a. C. aproximadamente.
- Babilonio tardío: desde 600 a. C. hasta su desaparición como lengua viva.

La siguiente tabla contiene los dialectos que se han logrado identificar en el acadio.
| Dialecto             | Región                                              |
| -------------------- | --------------------------------------------------- |
| Asirio               | Mesopotamia septentrional                           |
| Babilonio            | Mesopotamia central y meridional                    |
| Eblaita              | Siria del Norte (en y alrededor de Ebla)            |
| Mariítico            | Éufrates medio (en y alrededor de Mari)             |
| dialecto Tall Baydar | Siria septentrional (en y alrededor de Tall Baydar) |

Algunos científicos (como Sommerfeld, 2003) asumen que el acadio antiguo que se halla en los textos más viejos, no fue una forma precursora de los posteriores dialectos asirio y babilonio, sino un dialecto propio que fue desplazado por estos dos y que se extinguió tempranamente.

## Descripción lingüística

### Clasificación

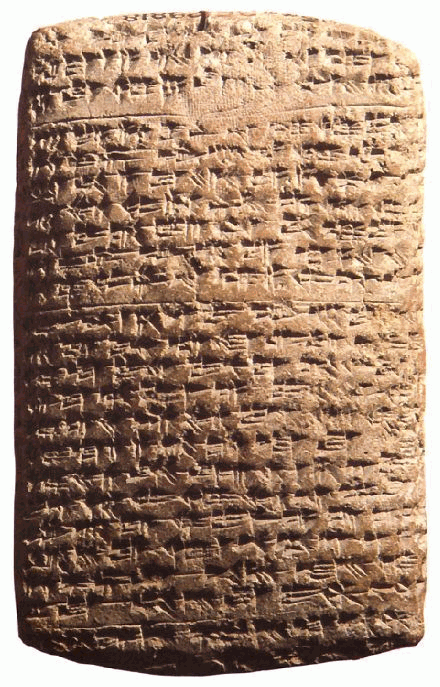
Una de las cartas de Amarna con escritura cuneiforme grabada en una tablilla de arcilla.

El acadio, junto con el resto de las lenguas semíticas, pertenece a las lenguas afroasiáticas, familia que está ubicada en el Norte de África y Oriente Próximo.
El acadio, entre todas las demás lenguas semíticas, utiliza la preposición ina como locativo y ana como dativo-elativo. Muchas lenguas vecinas del noroeste, como el hebreo y el arameo, tienen en cambio bi/bə para locativo y li/lə para dativo. El origen de las preposiciones de lugar de la lengua acadia está sin aclarar.
A diferencia de la mayoría de los idiomas semitas, el acadio tiene solo la fricativa ḫ [x] y ha perdido tanto las consonantes glotales como las faríngeas fricativas, típicas en el resto de las lenguas semíticas. Las sibilantes del acadio eran, por lo menos hasta la época antigua de Babilonia (ca. XIX a. C.), exclusivamente africadas.
El acadio se diferencia de los idiomas semíticos del noroeste y del sur por la posición típica de las palabras, que es Sujeto Objeto Verbo (SOV), mientras que en las otras ramas prevalece la forma Verbo Sujeto Objeto o Sujeto Verbo Objeto. Este orden se debe a la influencia del sumerio, que también tenía un orden SOV.

### Fonología
De acuerdo con lo que se puede deducir de la ortografía cuneiforme, varios fonemas protosemitas se perdieron en acadio.

#### Consonantes
El fonema *ʔ (ʔalef) del protosemita, así como las fricativas *ʕ (ʕayin), *h, *ḥ y *ġ se perdieron como consonantes, ya sea por cambio de sonido o por ortografía, y dieron lugar a la calidad vocal e no presente en el protosemita. La interdental y las fricativas laterales sordas (*ś, *ṣ́) se fundieron con las sibilantes como en los idiomas cananeos, con lo que quedaron 19 fonemas consonánticos:
b p d t ṭ š z s ṣ l g k q ḫ m n r w y
|                   | Bilabial | Dental   | Dental | Palatal | Velar    | Velar  | Uvular |
| simple            | Bilabial | enfático | simple | Palatal | enfático |        | Uvular |
| ----------------- | -------- | -------- | ------ | ------- | -------- | ------ | ------ |
| Nasal             | m        | n        |        |         |          |        |        |
| Oclusiva          | p b      | t d      | tˁ <ṭ> |         | k ɡ      | kˁ <q> |        |
| Fricativa         | v <w>    | s z      | sˁ <ṣ> | ʃ <š>   |          |        | χ <ḫ>  |
| Vibrante alveolar |          | r        |        |         |          |        |        |
| Aproximante       |          | l        |        | j <y>   |          |        |        |

#### Vocales
El inventario vocálico viene dada por:
|         | anterior | anterior | central | central | posterior | posterior |
| -lab    | +lab     | -lab     | +lab    | -lab    | +lab      |           |
| cerrada | i        |          |         |         |           | u         |
| media   | e/ɛ (e)  |          |         |         |           |           |
| abierta |          |          | a       |         |           |           |
La mayoría de los expertos del acadio presumen la existencia de una vocal posterior central (o o ɔ), pero la escritura cuneiforme no ofrece pruebas de esto.
Tanto las consonantes como las vocales pueden ser largas o cortas. En las transcripciones del acadio, la duración larga de las consonantes se expresa en las transcripciones mediante la duplicación de la consonante correspondiente. Las vocales largas se expresan con un signo sobre la vocal /ā, ē, ī, ū/. Esta diferenciación es fonémica, p. ej. iprusu ('que él decidió') frente a iprusū ('decidieron').

### Gramática
Como en todas las lenguas semitas, el acadio utiliza la flexión de temas. El tema de una palabra, que contiene el significado base, está compuesto por lo general por tres consonantes, las llamadas radicales. Las transcripciones con frecuencia muestran las radicales o consonantes temáticas con letras mayúsculas, como PRS (decidido, separar). Entre y alrededor de estas consonantes el acadio usa diversos infijos, prefijos y sufijos que tienen funciones gramaticales y de formación lexical diversas. El patrón consonante-vocal sirve para expandir o modificar el significado base de los temas. La radical puede ser simple o doble (alargada). Esta diferenciación es relevante para determinar el significado de la palabra.

#### Sustantivos

##### Caso, número y género
El acadio tiene dos géneros, masculino y femenino. Los sustantivos y adjetivos femeninos tienen por lo general un -(a) t al final de su base, como en el árabe. El sistema de declinación es sencillo. En singular contiene tres casos, el nominativo, el genitivo y acusativo, pero en plural solo dos casos: el nominativo y el caso oblicuo. Los adjetivos concuerdan en caso, número y género con los sustantivos y por lo general se colocan detrás de estos.
Un ejemplo de los sustantivos šarrum (rey) y šarratum (reina) y del adjetivo dannum (fuerte) se muestra en la siguiente tabla con el sistema de declinación en babilonio antiguo:
| Caso/Número         | masculino | femenino   |
| ------------------- | --------- | ---------- |
| Substantivo         |           |            |
| Nominativo singular | šarr-um   | šarr-at-um |
| Genitivo singular   | šarr-im   | šarr-at-im |
| Acusativo singular  | šarr-am   | šarr-at-am |
| Nominativo plural   | šarr-ū    | šarr-ātum  |
| Oblicuo plural      | šarr-ī    | šarr-ātim  |
| Adjetivo            |           |            |
| Nominativo singular | dann-um   | dann-at-um |
| Genitivo singular   | dann-im   | dann-at-im |
| Acusativo singular  | dann-am   | dann-at-am |
| Nominativo plural   | dann-ūtum | dann-ātum  |
| Oblicuo plural      | dann-ūtim | dann-ātim  |

##### Estados
El sustantivo acadio tiene tres tipos de estados nominales. Estos expresan la relación sintáctica del sustantivo con otras partes de la oración. El status rectus (estado principal) es la forma básica. El status absolutus (estado absoluto) se utiliza cuando un sustantivo es usado en una oración nominal (p. ej. A es un B) como predicado.
| (1) | Awīl-um                      | šū | šarrāq.              |
|     | Persona - Nominativo         | él | ladrón (Status Abs.) |
|     | "Esta persona es un ladrón." |    |                      |

Si el sustantivo es seguido por un pronombre posesivo o por un sustantivo en genitivo, tiene que estar en status constructus, que con frecuencia se forma como el status absolutus mediante la separación del sufijo del caso.
| (2) | mār-šu                                                         |
|     | Hijo (St.constr.) - 3.Persona Singular.masc.Pronombre posesivo |
|     | "su hijo", ‚"de su hijo", ‚"a su hijo", ‚"su hijo"             |

| (3) | mār               | šarr-im                |
|     | Hijo (St.constr.) | Rey- Genitivo.Singular |
|     | "el hijo del rey" |                        |

También se puede crear un enlace genitivo mediante la partícula ša. El sustantivo del que depende la frase en genitivo está entonces en status rectus. La misma partícula se usa también para enlazar oraciones relativas.
| (4) | mār-um                     | ša       | šarr-im                 |
|     | hijo - Nominativo.Singular | Atributo | rey - Genitivo singular |
|     | "el hijo del rey"          |          |                         |

| (5) | awīl-um                            | ša       | māt-am                    | i-kšud-Ø-u                                                            |
|     | Persona - Nominativo singular      | Atributo | País - Acusativo singular | 3.Persona - conquistar (pasado simple) - singular.masc. - subordinado |
|     | "la persona que conquistó el país" |          |                           |                                                                       |

#### Verbos

##### Morfología de los verbos
Los verbos pueden clasificarse según cuatro tipos de temas. El tema base es la forma inicial. El tema duplicado (D) se usa para producir las formas del aplicativo, acusativo e intensivo. Este tema recibe su nombre de la duplicación del radical medio, que es típica de esta forma, aunque también aparece en las otras. El tema de tipo Š (generado con el prefijo š-) se usa para el causativo. En las formas D y Š los prefijos de la conjugación cambian su vocal a /u/. El tema N expresa el pasivo. El elemento n- en este caso se adapta a la primera consonante que lo sigue, la cual es alargada. En algunas formas no está frente a una consonante, por lo que conserva su forma original.
| Nr. | Forma                  | Análisis/Tema (G, D, Š, N)                                    | Traducción                                |
| --- | ---------------------- | ------------------------------------------------------------- | ----------------------------------------- |
| 1   | i-PaRRaS-Ø             | 3.Persona-Presente.G-Singular.masc                            | "él decide"                               |
| 2   | i-PaRRaS-Ø-u           | 3.Persona-Presente.G-Singular.masc.-Subordinativo             | "que él decida"                           |
| 3   | i-PRuS-Ø               | 3.Persona-Pretérito.G-Singular.masc.                          | "él decidía"                              |
| 4   | i-PtaRaS-Ø             | 3.Persona-Perfecto.G-Singular.masc.                           | "él decidió/ha decidido"                  |
| 5   | i-PtaRRaS-Ø            | 3.Persona-Reflexivo.G-Singular.masc.                          | "él se decide"                            |
| 6   | i-PtanaRRaS-Ø          | 3.Persona-Iterativo.G-Singular.masc.                          | "él decide vez tras vez"                  |
| 7   | u-PaRRiS-Ø             | 3.Persona-Pretérito.D-Singular.masc.                          | "él decidió definitivamente"              |
| 8   | u-šaPRiS-Ø             | 3.Persona-Pretérito.Š-Singular.masc.                          | "él hizo decidir"                         |
| 9   | i-PPaRiS-Ø             | 3.Persona-Pretérito.N-Singular.masc.                          | "él fue decidido"                         |
| 10  | PuRuS                  | Imperativo.G-2.Persona Singular.masc.                         | "¡decide!"                                |
| 11  | PāRiS-um               | Participio.G-Nominativo.Singular.masc.                        | "decisivo, decidiendo"                    |
| 12  | PaRiS-Ø                | Estativo.G-3.Persona Singular.masc.                           | "es decidido"                             |
| 13  | PaRS-um                | Adjetivo verbal.G-Nominativo.Singular.masc.                   | "decidido"                                |
| 14  | PaRāS-um               | Infinitivo.G-Nominativo.Singular.masc.                        | "decidir"                                 |
| 15  | naPRuS-um              | Infinitivo.N-Nominativo.Singular.masc.                        | "ser decidido"                            |
| 16  | ta-PaRRaS-ī-niš-šunūti | 2.Persona-Presente.G-Sg.feme.-Ventivo-3.Pers.Plural.Acusativo | "Tú (feme.) decides esas (Plural) por mí" |

Una forma verbal finita del acadio está siempre en concordancia con el sujeto de la oración. Esta concordancia se marca siempre por un prefijo, en algunas formas también por un sufijo adicional. Los prefijos de las formas G y N se diferencian de las de los temas D y Š por su vocal.
En la siguiente tabla se pueden ver todas las formas congruentes del verbo PRS (decidir, dividir) en el pasado de los cuatro temas (ver arriba para la traducción). Como se ve, los géneros gramaticales sólo se diferencian en la segunda persona del singular y en la tercera persona del plural.
| Persona/número/género         | Base G    | Base D      | Base Š      | Base N      |
| ----------------------------- | --------- | ----------- | ----------- | ----------- |
| 1. persona singular           | a-prus-Ø  | u-parris-Ø  | u-šapris-Ø  | a-pparis-Ø  |
| 1. persona plural             | ni-prus-Ø | nu-parris-Ø | nu-šapris-Ø | ni-pparis-Ø |
| 2. persona singular masculino | ta-prus-Ø | tu-parris-Ø | tu-šapris-Ø | ta-pparis-Ø |
| 2. persona singular femenino  | ta-prus-ī | tu-parris-ī | tu-šapris-ī | ta-ppars-ī  |
| 2. persona plural             | ta-prus-ā | tu-parris-ā | tu-šapris-ā | ta-ppars-ā  |
| 3. persona singular           | i-prus-Ø  | u-parris-Ø  | u-šapris-Ø  | i-pparis-Ø  |
| 3. persona plural masculino   | i-prus-ū  | u-parris-ū  | u-šapris-ū  | i-ppars-ū   |
| 3. persona plural femenino    | i-prus-ā  | u-parris-ā  | u-šapris-ā  | i-ppars-ā   |

Aparte de la concordancia con el sujeto puede haber hasta dos sufijos pronominales agregados al verbo. Estos marcan el caso directo e indirecto. Los sufijos pronominales son iguales para todas las bases verbales. Los géneros gramaticales, al contrario que en el caso de la concordancia, se diferencian tanto en la segunda como en la tercera persona del singular y del plural.
Cuando se marcan los casos directos e indirectos al mismo tiempo, el objeto indirecto (dativo) precede al objeto directo o acusativo.
Los sufijos para el objeto indirecto de la primera persona del singular (a mí, para mí) corresponden a los sufijos de la forma ventiva. Se usa -am cuando la concordancia es sin sufijo, -m tras el sufijo -ī y -nim después de los sufijos -ā y -ū.
Los sufijos ventivos aparecen con frecuencia junto con otros sufijos dativos o con los sufijos de la primera persona singular del acusativo.
La siguiente tabla contiene las formas de los sufijos objetos usados en babilonio antiguo:
| Persona/número/género    | Objeto directo (acusativo) | Objeto indirecto (dativo) |
| ------------------------ | -------------------------- | ------------------------- |
| 1. persona singular      | -ni                        | -am/-m/-nim               |
| 1. person plural         | -niʾāti                    | -niʾāšim                  |
| 2. person singular masc. | -ka                        | -kum                      |
| 2. person singular feme. | -ki                        | -kim                      |
| 2. person plural masc.   | -kunūti                    | -kunūšim                  |
| 2. person plural feme.   | -kināti                    | -kināšim                  |
| 3. person singular masc. | -šu                        | -šum                      |
| 3. person singular feme. | -ši                        | -šim                      |
| 3. person plural masc.   | -šunūti                    | -šunūšim                  |
| 3. person plural feme.   | -šināti                    | -šināšim                  |

La -m de los sufijos dativos se asimila a las siguientes consonantes (ver ejemplo 7). Los siguientes ejemplos ilustran el uso de los morfemas en cuestión:
| (6) | i-ṣbat-Ø-kunūti                                                                         |
|     | 3. persona - pasado atrapar - singular.masc. (sujeto) - 2.persona.plural.masc.acusativo |
|     | ‚él/ella/eso atrapó (a) vosotros‘                                                       |

| (7) | i-šruq-ū-nik-kuš-šu                                                                                      |
|     | <*i-šruq-ū-nim-kum-šu                                                                                    |
|     | 3. persona - pasado robar - ventivo - 2.persona.singular.masc.dativo - 3.persona.singular.masc.acusativo |
|     | ‚ellos te lo robaron‘                                                                                    |

#### Estativo
Una forma muy usada que puede construirse de substantivos y adjetivos es el pasivo de estado o estativo. Substantivos que siguen al predicativo (en status absolutus) equivalen al verbo ser. Junto con un substantivo o adjetivo verbal se usa para expresar un estado o situación. Este estativo equivale al pseudoparticipio del egipcio antiguo. La siguiente table muestra las diversas formas con el substantivo šarrum (rey), el adjetivo rapšum (ancho) y el adjetivo verbal parsum (decidido).
| Persona/Número/Género    | šarrum     | rapšum     | parsum     |
| ------------------------ | ---------- | ---------- | ---------- |
| 1. Persona singular      | šarr-āku   | rapš-āku   | pars-āku   |
| 1. Persona plural        | šarr-ānu   | rapš-ānu   | pars-ānu   |
| 2. Persona singular masc | šarr-āta   | rapš-āta   | pars-āta   |
| 2. Persona singular feme | šarr-āti   | rapš-āti   | pars-āti   |
| 2. Persona plural masc   | šarr-ātunu | rapš-ātunu | pars-ātunu |
| 2. Persona plural feme   | šarr-ātina | rapš-ātina | pars-ātina |
| 3. Persona singular masc | šar-Ø      | rapaš-Ø    | paris-Ø    |
| 3. Persona singular feme | šarr-at    | rapš-at    | pars-at    |
| 3. Persona plural masc   | šarr-ū     | rapš-ū     | pars-ū     |
| 3. Persona plural feme   | šarr-ā     | rapš-ā     | pars-ā     |

šarr-āta puede significar "fuiste rey", "eres rey" y "serás rey". El estativo no expresa la temporalidad.

### Pronombres
Como en otros idiomas semitas, en acadio hay distinción de género en la segunda persona del singular.
En la siguiente se presentan los pronombres personales acadios junto con la equivalencia en árabe estándar, hebreo, arameo bíblico
y español.